# Lyle MacWilliam
Pour les articles homonymes, voir MacWilliam.
Lyle Dean MacWilliam' (né le 31 juillet 1949) est un homme politique canadien de la Colombie-Britannique. Il est député fédéral néo-démocrate de la circonscription britanno-colombienne d'Okanagan—Shuswap de 1988 à 1993.
Il est député provincial créditiste de la circonscription britanno-colombienne d'Okanagan North d'une élection partielle en 1984 à 1986.

## Biographie
Né à Vancouver, MacWilliam étudie l'enseignement à l'université Simon Fraser.
Il tente sans succès d'obtenir le siège d'Okanagan North en 1983. Élu en 1984 lors de l'élection partielle déclenché à la suite du décès du député Donald James Campbell, sa victoire représente alors une surprise majeure puisqu'il affrontait le créditiste et populaire rancher local Harold Thorlakson,.
Approchant des élections de 1986, MacWilliam se retrouve mêlé dans un débat interne sur l'opportunité de réclamer la démission du chef Bob Skelly dont la popularité faisait pâle figure devant celle du nouveau premier ministre Bill Vander Zalm. Candidement, MacWilliam répond à la Presse canadienne C'est un sujet très sensible et je pense que je dépasse peut-être mes limites à ce sujet.. Il est défait en 1986.
Entrant en politique fédérale à la suite de l'élection de 1988, MacWilliam est décrit comme un partisan rebelle et rompant souvent avec son caucus. En 1992, il est l'un des cinq députés néo-démocrates qui critiquent publiquement la position de la cheffe Audrey McLaughlin sur le projet de loi C-81 qui légiférait en matière de référendum. La position néo-démocrate était d'exiger l'instauration d'un plafond de dépenses pour les partis lors des référendums, mais MacWilliam ignore cette position lors du vote. À la fin de 1992, le coloniste Peter O'Neil du Vancouver Sun lui donne la note de C- et remet le jugement du député en question. Il est défait lors de l'élection de 1993.
En 1997, il annonce se joindre au Parti libéral du Canada et tente de reprendre son siège pour l'élection de 1997. Dans un entretien avec le Okanagan Saturday, il indique avoir une désillusion pour les Néo-démocrates et avait également envisager siéger comme député indépendant malgré sa position de porte-parole en matière de communication dans le parti et sa décision de se représenter sous cette bannière.